# Sandra Gerken
Sandra Gerken (* 17. Mai 1980 in Hamburg) ist eine deutsche politische Beamtin. Sie ist seit dem 1. April 2020 Bevollmächtigte des Landes Schleswig-Holstein beim Bund.

## Leben
Nach dem Studium der Germanistik und Geografie an der Universität Hamburg von 2000 bis 2005 absolvierte sie erfolgreich von 2006 bis 2007 das Master-Programm European Studies der Universität Wien. Anschließend war sie von 2008 bis 2016 Referentin im Bundestagsbüro von Ole Schröder in Berlin. Von 2017 bis 2018 war sie Büroleiterin des Bevollmächtigten des Landes Schleswig-Holstein beim Bund Ingbert Liebing in der Landesvertretung. Danach war sie Büroleiterin des Ministerpräsidenten des Landes Schleswig-Holstein, Daniel Günther, und von 2019 bis 2020 Leiterin der Stabsstelle für Verbindungs- und politische Koordinierungsangelegenheiten in der schleswig-holsteinischen Staatskanzlei.
Seit 1. April 2020 ist Gerken Staatssekretärin und Bevollmächtigte des Landes Schleswig-Holstein beim Bund.